# ليجيوم
الليجيوم (الاسم العلمي: Lygeum) و يعرف باللغة العربية بأسم الحلفاء. هو جنس من نباتات البحر الأبيض المتوسط من الفصيلة العشبية. يتم وضعها في قبيلة Lygeeae الخاصة بها، وهي أخت Nardeae.

النوع الوحيد المعروف هو Lygeum spartum و المعروف باللغة العربية بالحلفاء الاسلية . والذي يُطلق عليه عادة عشب الإسبارتو، أو عشب الحبل السري أو البردين، والذي يتم توزيعه في المناطق القاحلة حول البحر الأبيض المتوسط. وهو مشابه لـلعذم حلفائيStipa Tenacissima  ويستخدم كلا النوعين لإنتاج منتج ألياف يُعرف باسم عشب الإسبارتو أو عشب الإسبارتو.

## الوصف
spartum هو عشب جذري خنثوي معمر يصل طوله إلى 75 سم (30 بوصة). الجذمور وقاعدة الجذع متقشرتان. الأوراق خيطية ولكنها قاسيةوصلبة، يصل طولها إلى 50 سم (20 بوصة). يتكون النورة الزهرية inflorescence من عدد قليل من السنيبلات ذات الشعر الطويل يصل طول كل منها إلى 4.5 سم (1+3⁄4 بوصة). وهي ملفوفة في قطعة من القنابة على شكل حربة تسمى الكباسات spatheole. يبلغ طول هذا الغمد من 3 إلى 9 سنتيمترات (1+1⁄6 إلى 3+7⁄12 بوصة) ويمكن أن يكون له نقطة حادة.

## التوزيع
Lygeum spartinum موطنه الأصلي جنوب أوروبا وشمال أفريقيا، حيث يشمل توزيعه جزيرة كريت وإيطاليا وإسبانيا والجزائر ومصر وليبيا والمغرب وتونس. وربما تم إدخاله إلى كشمير.

## الموطن/ البيئة
شواطئ البحر الصخرية، أو على التربة الجافة الرملية أو الطينية وغالباً الجيرية.

## الاستخدامات
تتميز ألياف الليجيوم سبارتوم بقوة شد ومرونة عالية، وتستخدم لصنع الحبال والصنادل والسلال والحصير وغيرها من المواد المعمرة. كما أنها تستخدم في صناعة الورق عالي الجودة. كما يمكن استخدامه محلياً كعلف للماشية ولتثبيت الكثبان الرملية وإعادة تأهيل التربة المالحة، نظراً لتحمله الظروف المالحة.

## معرض الصور

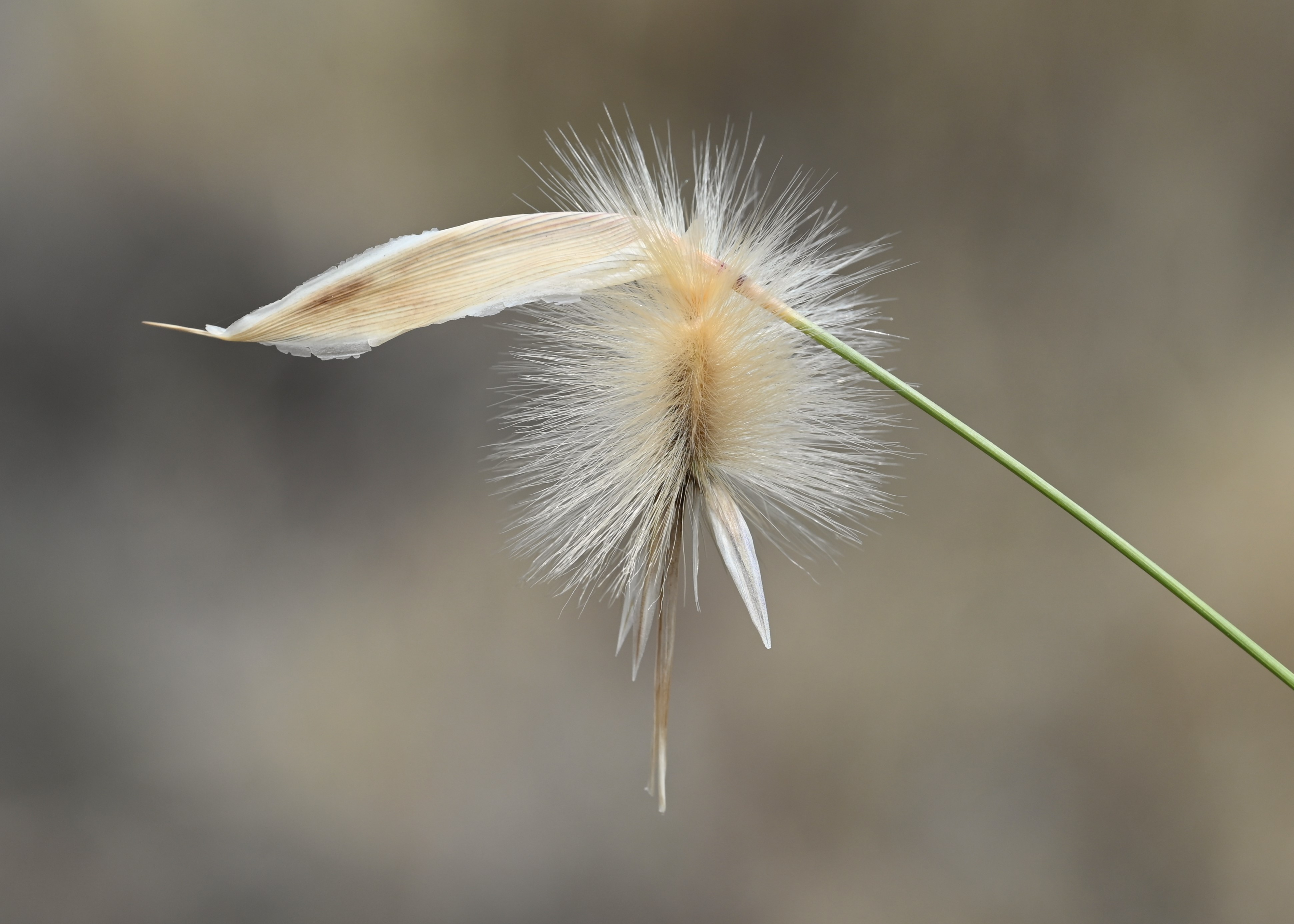
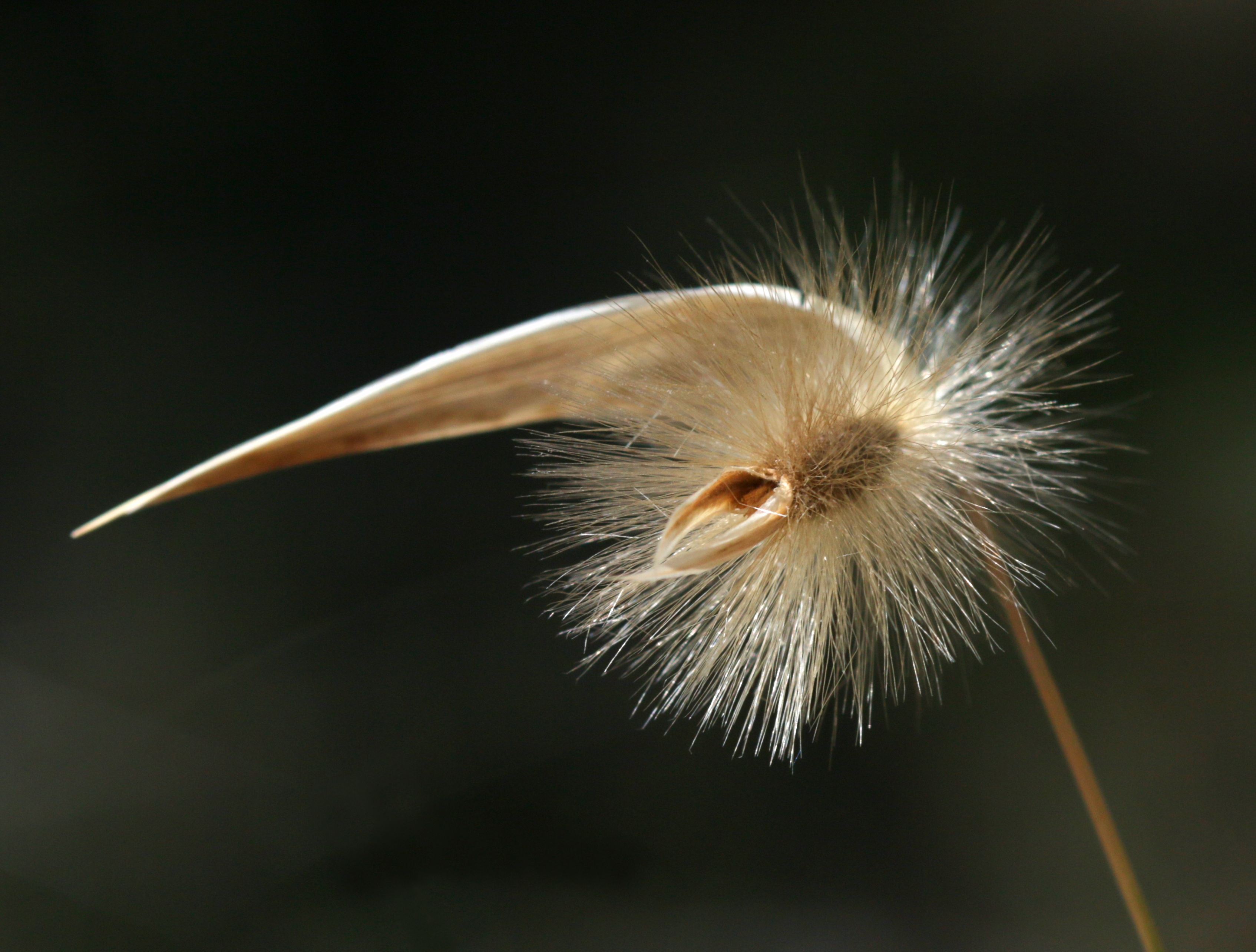
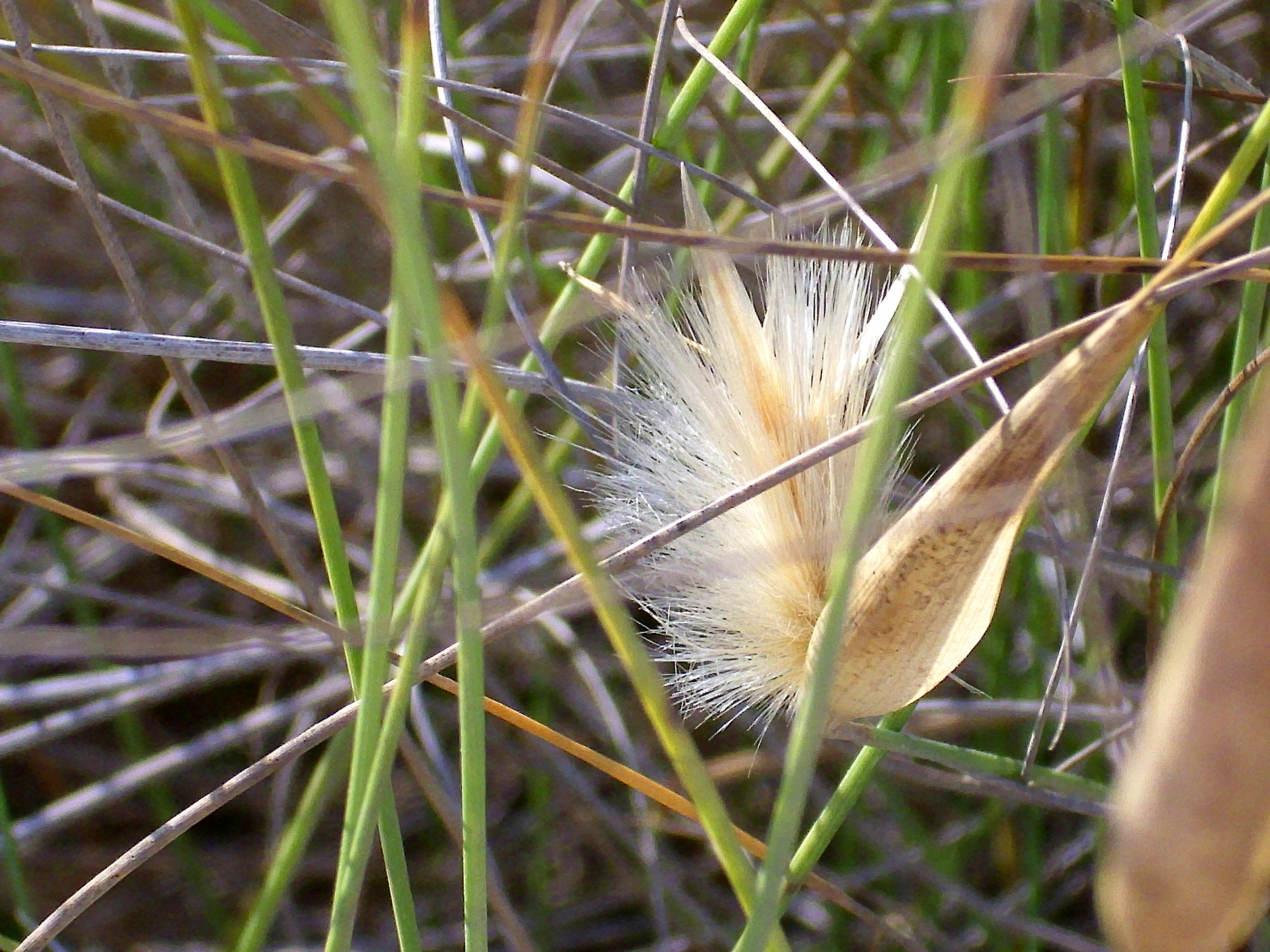
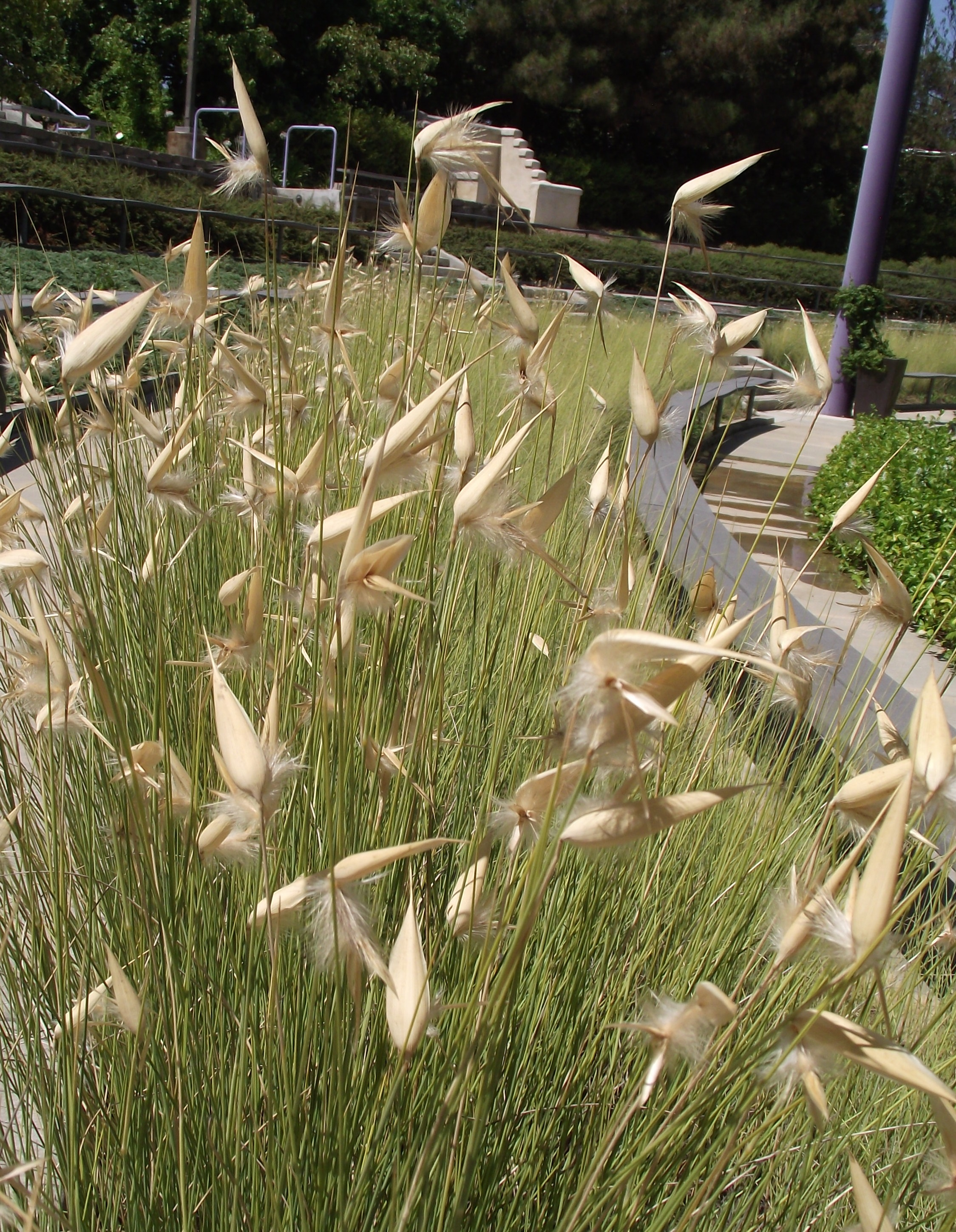
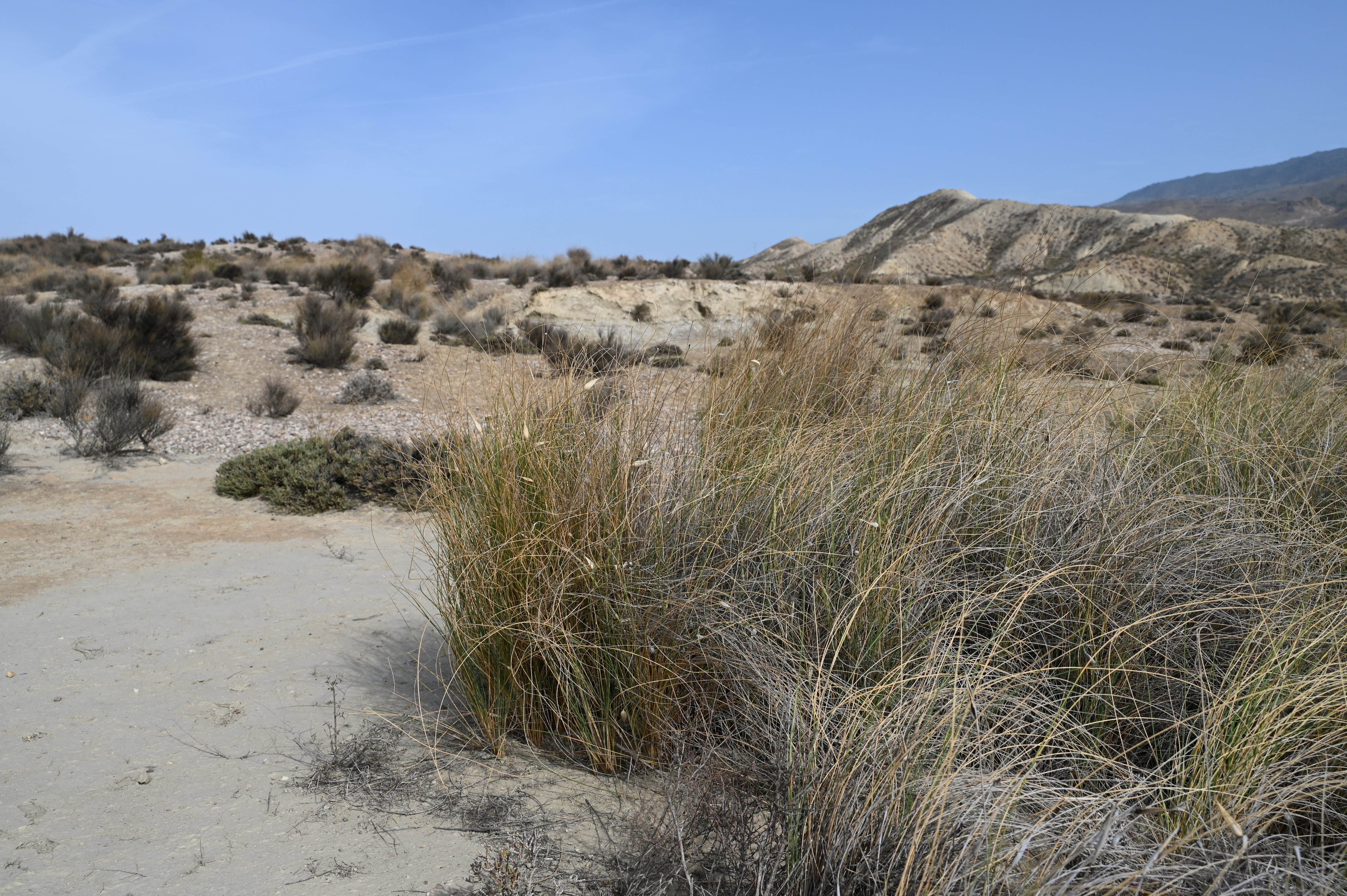